# Рубан Руслан Володимирович
Руслан Володимирович Рубан (нар. 1975, Полтава) — колишній український волейболіст, український і хорватський волейбольний тренер.

## Життєпис
Народився в 1975 році в м. Полтаві, вихованець місцевої волейбольної школи.
У 1992—1998 роках грав у складі ХАОК «Младость» (Загреб; у сезоні 1992—1993 його одноклубником був донеччанин Євген Мироненко). Після розпаду клубу внаслідок фінансових проблем покинув Хорватію, грав у першостях чемпиона Німеччини, Нідерландів, Австрії. У 27 років зазнав важкої травми — перелому ноги одразу в кількох місцях, тому довелося завершити кар'єру гравця.
Працював тренером у Хорватії. У 2007 році очолив білоруський чоловічий клуб «Металург»-БеЛа (Могильов), співпрацю з яким припинив у листопаді 2008. Пізніше (зокрема, восени 2009) очолював хорватський клуб «Фольксбанк Азена» (Volksbank Azena, Велика Гориця). У сезоні 2012—2013 протягом трьох місяців працював тренером жіночого ВК «Факел» (Новий Уренгой).
У січні 2013 року очолив лубенський клуб «Фаворит». Під його керівництвом у сезоні 2013—2014 команда провела безпрограшну серію з 10-ти матчів поспіль у Суперлізі, однак у квітні 2014 у вирішальній частині першости поступилася харківському «Локомотиву» 1—3.

### Досягнення
гравець
- дворазовий чемпіон України серед юнаків[12],
- чемпіон Хорватії,
- триразовий учасник Ліги чемпіонів ЄКВ, дворазовий — Фіналу чотирьох турніру[12].

### Сім'я
З першою дружиною має дочку і сина (станом на 2013 рік мешкав у Хорватії). Друга дружина — родом із Білоруси, волейболістка, у 2013 році грала у Франції, була однією з кращих на своїй позиції. З нею Руслан Рубан має дочку.